# کریستین لانژلا
کریستین لانژلا (انگلیسی: Christian Langella؛ زادهٔ ۷ آوریل ۲۰۰۰) بازیکن فوتبال است.